# Хоецкий, Эдмунд
Эдмунд Францишек Маурыци Хоецкий (пол. Edmund Franciszek Maurycy Chojecki; 15 октября 1822, Вишки — 1 декабря 1899, Париж) — польский писатель, журналист, путешественник, поэт, переводчик с французского, представитель романтизма, пропагандист утопического социализма и анархизма.

## Биография

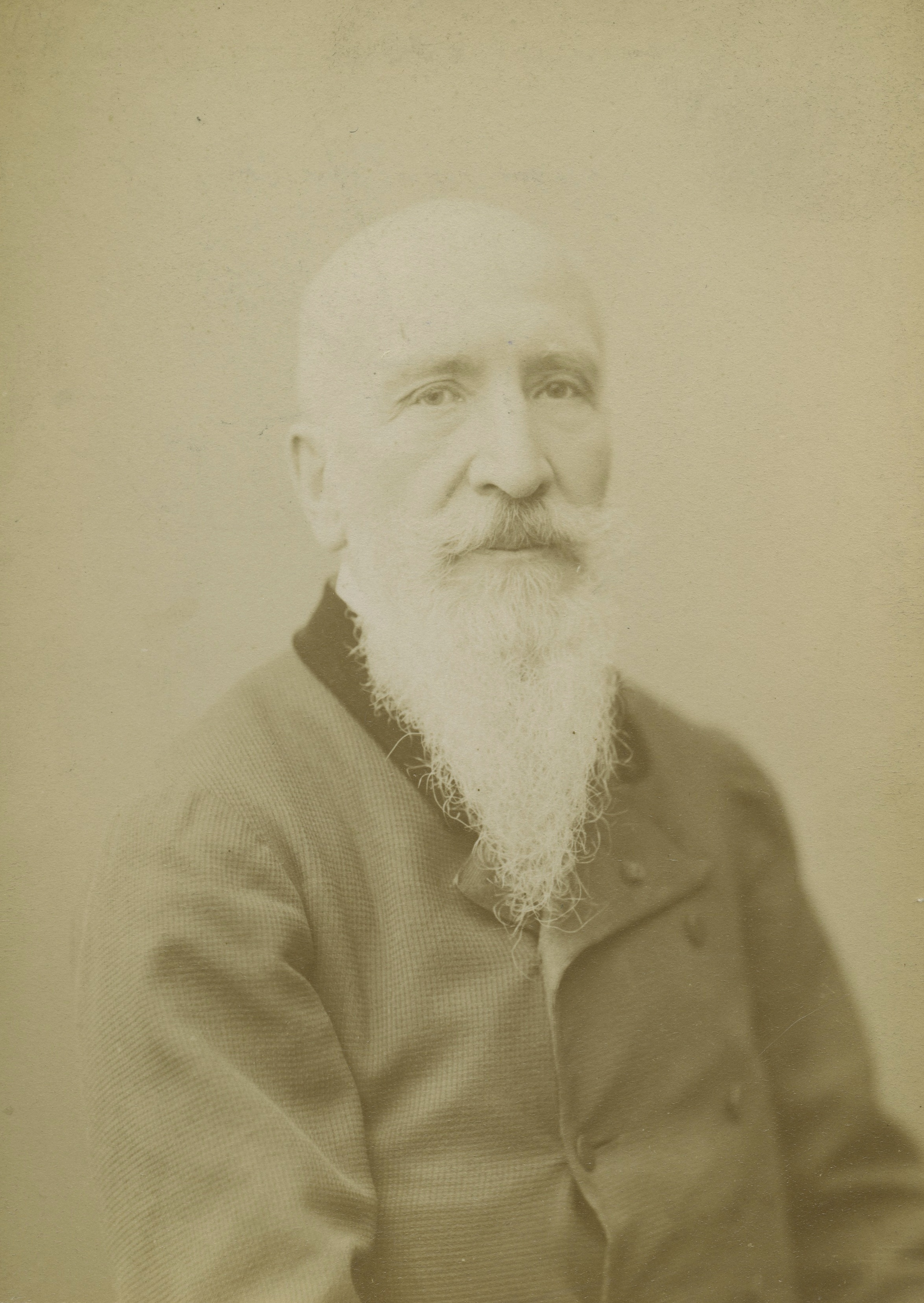
Эдмунд Хоецкий

Уже на раннем этапе своей писательской и политической деятельности Хоецкий участвовал в левых интеллектуальных и политических движениях и редактировал политический еженедельник «La Tribune Des Peuples» польского поэта Адама Мицкевича. Со временем он вошел в элиту парижских ученых и литературных кругов, стал секретарем императора Наполеона III, и стал одним из основателей парижской газеты «Le Temps», предшественницы «Le Monde».
Хоецкий написал известный роман на польском языке, «Алкхадар» (1854), и перевёл на польский язык (1847) знаменитый роман Яна Потоцкого «Рукопись, найденная в Сарагосе».